# نوراوار
نوراوار (به لاتین: Noravar) یک منطقه مسکونی در جمهوری آذربایجان است که در شهرستان یاردیملی واقع شده است.